# بيرسي غريني
بيرسي غريني (بالإنجليزية: Percy Greene)‏ هو ناشر وصحفي أمريكي، ولد في 1897، وتوفي في 1977.